# Festuca cyrnea
Festuca cyrnea là một loài thực vật có hoa trong họ Hòa thảo. Loài này được (St.-Yves & Litard.) Signorini, Foggi & E.Nardi mô tả khoa học đầu tiên năm 2003.